# Glory days (堀ちえみのアルバム)
『glory days』（グローリー・デイズ）は、日本の女性歌手堀ちえみの10枚目のアルバムである。1986年6月21日にキャニオン・レコードから発売された。
18thシングル「ジャックナイフの夏」を収録。全曲がLight House Projectのアレンジによる。2005年歌手活動復帰後のコンサート『青春の忘れ物』では、このアルバムから「太陽No.1」が選曲され歌唱された。

## 収録曲
全編曲: Light House Project
1. 「太陽No.1」（作詞: 佐伯健三、作曲: タケカワユキヒデ）
2. 「波の中のフューチャー」（作詞: 佐伯健三、作曲: 宮城伸一郎）
3. 「ルージュの海」（作詞: 竹花いち子、作曲: 三谷泰弘）
4. 「BABY OIL BABY」（作詞: 神沢礼江、作曲: 矢島マキ）
5. 「胸にブラインド」（作詞: 竹花いち子、作曲: 木下伸司）
6. 「夢色バルーン」（作詞: 三浦徳子、作曲: 白井良明）
7. 「Follow you -ケンカしても-」（作詞: 佐藤ありす、作曲: 鈴木慶一）
8. 「夕焼けはひとりぼっち」（作詞: 佐伯健三、作曲: 鈴木慶一）
9. 「ジャックナイフの夏」（作詞: 売野雅勇、作曲: タケカワユキヒデ）
10. 「恋のための練習曲」（作詞: 佐藤ありす、作曲: 町支寛二）